# Всетин (район)
Район Всетин (чеш. Okres Vsetín) — один из 4 районов Злинского края Чехии. Административным центром является город Всетин. Площадь составляет 1142,87 км², население — 147 362 человек (плотность населения — 128,94 человек на 1 км²). Район состоит из 61 населённых пунктов, в том числе из 6 городов.

## Города
| Район                | Население |
| -------------------- | --------- |
| Всетин               | 27 649    |
| Валашске-Мезиржичи   | 27 352    |
| Рожнов-под-Радгоштем | 17 263    |
| Зубржи               | 5 614     |
| Каролинка            | 2 709     |
| Кельч                | 2 688     |